# Choresm-türkische Sprache
Die choresm-türkische Sprache, in den verschiedenen Transkriptionen des Landesnamens von Choresmien auch Chwarezm-Türkisch, Khwarezm-Türkisch, Chwarizm-Türkisch u. ä., aber auch oghusisch-kiptschakisch genannt, war eine türkische Literatursprache im mittelalterlichen Zentralasien. Die Bezeichnungen Choresm-Türkisch und dergleichen sind literarisch. Die Eigenbezeichnung lautete schlicht „Türkisch“. Das Choresm-Türkische gehört zu den mitteltürkischen Sprachen.
Das Choresm-Türkische, welches gelegentlich, zumal in turkologischem Kontext, kurz als Choresmisch, Chwarezmisch und dergleichen bezeichnet wird, darf nicht mit der wesentlich schlechter überlieferten choresmischen Sprache verwechselt werden, die zu den iranischen Sprachen gehörte und ebenfalls bis zum Mittelalter in Zentralasien verwendet wurde.

## Geschichte
Das Choresm-Türkische repräsentiert das mittlere Stadium der gemeinsamen mittelasiatischen türkisch-islamischen Literatursprache. Es löste als Literatursprache im 12. Jahrhundert das Karachanidische ab und ging im 15. Jahrhundert in das Tschagataische über.
Wie sein Vorgänger, das Karachanidische und sein Nachfolger, das Tschagataische gehört das Choresm-Türkische zum südöstlichen, auch uighurisch genannten, Zweig der Turksprachen. Im Gegensatz zu diesen wies es einen deutlichen Anteil an Wörtern, Formantien und phonetischen Erscheinungen auf, die dem Oghusischen entstammten.
Das Choresm-Türkische erreichte im 13. und 14. Jahrhundert seine Blütezeit. Unter den letzten Anuschteginiden hatte sich bereits Chwarezm als zweites türkisches Literaturzentrum Mittelasiens (neben Kaschgar) etabliert. Unter der Herrschaft der Mongolen verbreitete sich das Choresm-Türkische als die gemeinsame islamisch-türkische Literatursprache in deren gesamtem Reich. Insbesondere wurde es zur Literatursprache im Reich der Goldenen Horde, während die dort gesprochene „kiptschakische“ Sprache, wie sie im Codex Cumanicus überliefert ist, andere Dialekte als Grundlage hatte.

## Alphabete
Die zumeist nur in Abschriften aus späteren Perioden erhaltenen Werke in choresm-türkischer Sprache sind meist in arabischen Schriftzeichen geschrieben, selten auch in uighurischer Schrift.